# Demonologia (album)
Demonologia – pierwszy album studyjny duetu Słoń i Mikser. Wydawnictwo ukazało się 24 września 2010 roku nakładem wytwórni muzycznej Unhuman. Gościnnie w nagraniach wzięli udział m.in. wokalista zespołu Turbo - Tomasz Struszczyk oraz raperzy Pih, Koni, Shellerini, Kajman i Mrokas.
W 2014 roku ukazało się wznowienie nagrań. Jako materiał dodatkowy do płyty został dołączony minialbum Wersy, ludzie, hip-hop (2010). Reedycja dotarła do 32. miejsca zestawienia OLiS.

## Lista utworów
Opracowano na podstawie materiału źródłowego.
1. "Początek końca" (gościnnie: Tomasz Struszczyk) - 4:06
2. "Intro (jebać idiotów)" - 2:32
3. "Niech płoną" - 3:40
4. "Czarne słońce" - 3:59
5. "Pająk" (scratche: DJ Taek, gościnnie: Pih) - 4:02
6. "Problem" - 3:16
7. "Bajters" (scratche: DJ Decks, gościnnie: Koni, Shellerini) - 3:56
8. "Love Forever" - 4:46[A]
9. "WCM2" (gościnnie: Kajman) - 4:14
10. "TV" (gościnnie: Mrokas) - 5:42
11. "Chory HH" (scratche: DJ Show) - 4:17
12. "Syfilis" - 3:17
13. "Spłonka" (gościnnie: Młody M, Pyskaty) - 4:05
14. "Czerń" - 3:40
15. "Od zmierzchu do świtu" (scratche: DJ Simo) - 4:09
16. "Piekło" (scratche: DJ Simo, gościnnie: Fabuła, Trzeci Wymiar) - 4:16
17. "Szczerze" (scratche: DJ Show) - 3:56[B]
18. "Trzoda" - 4:01 (utwór dodatkowy)

Notatki
- A^ W utworze wykorzystano sample z piosenki "By Your Side" w wykonaniu Peters & Lee[6].
- B^ W utworze wykorzystano sample z piosenki "Theme From the Burning" w wykonaniu Ricka Wakemana[6].